# Володыёвский, Ежи

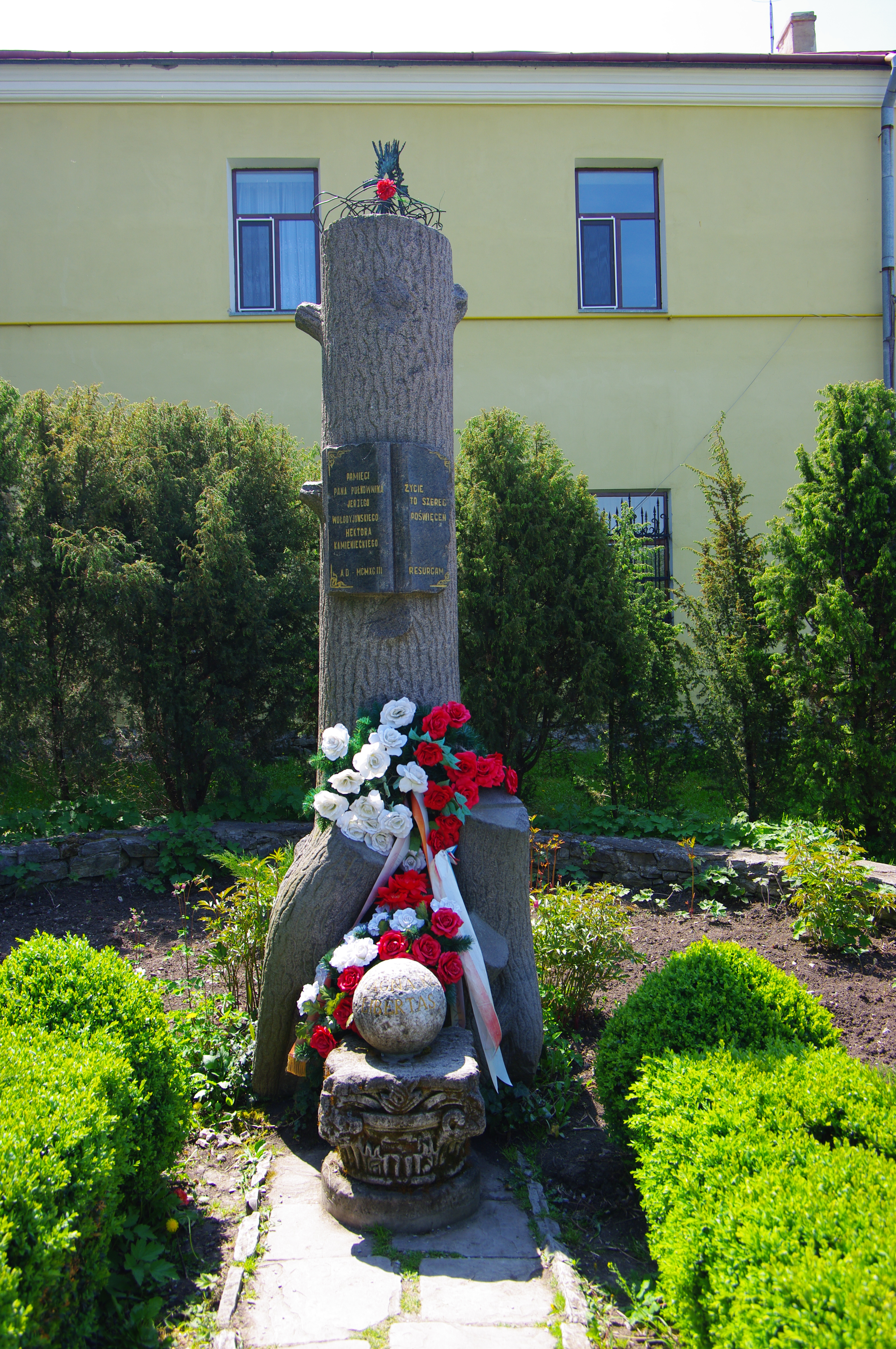
Памятник Ежи Володыёвскому в Каменце-Подольском (Во дворе Петропавловского костёла)

Ежи (Юрий) Володыёвский (1620—1672) — военный деятель Речи Посполитой, герой польско-турецкой войны 1672—1676 годов.
Прототип Михала Ежи Володыёвского — одного из главных героев исторической трилогии
Генрика Сенкевича.

### Биография
Из полонизированного украинского шляхетского рода герба Корчак.
Родился в 1620 году в родовом имении в селе Ступинцы в Подолье (в настоящее время — село Маков Дунаевецкого района Хмельницкой области, Украина).
Начиная с середины XVII века участвовал во многих военных конфликтах Речи Посполитой. Во составе «летучих» отрядов (загонов) ходил в глубокие рейды по тылам противника. Служил в кавалерийской хоругви гетмана Яна Собеского, который назначил его ротмистром Каменец-Подольской крепости. В 1669 году стал  полковником. В 1671 году был комендантом в  Хребтиеве.
14 августа 1672 года османская армия во главе с султаном Мехмедом IV, при поддержке казаков гетмана Петра Дорошенко, осадила Каменец-Подольский. Володыёвский во главе небольшого отряда валашской конницы принимал активное участие в обороне города. 
Погиб 26 августа 1672 года в результате взрыва пороха в Чёрной башне в Верхнем замке в Каменец-Подольской крепости, в день, когда было принято решение о капитуляции. По версии полковника Станислава Маковецкого (зятя (мужа сестры) Володыёвского) курляндский артиллерийский офицер Гейкинг поджёг 200 бочек с порохом. Обстоятельства поджога и взрыва неизвестны, но большинство современников сочло их несчастным случаем. В результате взрыва был разрушен Верхний замок и погибло 500—800 человек, главным образом реестровых казаков. Володыёвский был ранен картечью в голову и скончался на месте. Похоронен в подвале каменецкого францисканского костёла. За проявленную при обороне Каменца-Подольского храбрость и героизм получил прозвище Каменецкий Гектор.
В 1662 году женился на Кристине Езерковской. К моменту брака с Володыёвским она трижды выходила замуж и овдовела. После его гибели в пятый раз вышла замуж за писаря Франциска Дзивановского.
После женитьбы Володыёвский получил должность Перемышльского стольника. В это же время он приобрёл у Габриэля Сильницкого имения в сёлах Блищановка, Шатава и Михайловка.